# Detlev af Ditmarsken
Detlev af Ditmarsken var Svend Grathes mest betroede rådgiver og allierede under Den danske Borgerkrig. Han kom kom fra Ditmarsken og blev anset som en tysker i det danske hof. 
Detlev spillede, ifølge Saxo Grammaticus, en afgørende rolle i Blodgildet i Roskilde i 1157. Han skulle havde planlagt mordet, og udført det på Svends vegne. Efter Slaget på Grathe Hede var Valdemars stormænd og allierede så vrede på Detlev, at de krævede, at han blev dræbt. Detlev blev henrettet ved radbrækning – en tortur, hvor hver knogle i kroppen blev knust.
Han var søn af Edler, en stormand, der forsøgte at blive hertug af Holsten med Svend Grathes støtte.